# Балаж, Владислав
Владислав Балаж (словац. Vladislav Baláž; 28 января 1984, Прешов, Чехословакия) — бывший словацкий хоккеист, нападающий.

## Карьера
Выступал за «Шербрук Касторс» (QMJHL), «Льюистон Мэньякс» (QMJHL), ХК «Прешов», «Дукла» (Тренчин), ХК «95 Поважская  Быстрица», МсХК «Жилина», КХ «Санок» (Польша), ХКм «Зволен», ХК «Литвинов», «Херлев Иглс» (Дания).
В Словацкой экстралиге провёл 363 матча, набрал 152 очка (73+79), в Чешской экстралиге — 53 матча, 8 очков (4+4), в чемпионате Дании — 13 игр, 6 очков (3+3), в чемпионате Польши — 5 игр, 2 очка (1+1).
В составе национальной сборной Словакии провел 5 матчей, набрал 1 очко (0+1). В составе молодежной сборной Словакии участник чемпионата мира 2004 (6 игр, 0+1).

## Достижения
- Серебряный призёр Словацкой экстралиги 2007